# زين العابدين عبد الله
زين العابدين عبد الله (1925 - 5 يونيو 1988) كاتب أغاني وشاعر غنائي مصري.

## حياته ونشأته
ولد زين العابدين سنة 1925 في أحد ثري مركز شبراخيت بمحافظة البحيرة، ثم أنتقل مع أسرتة الي حي السيدة زينب، وحصل علي شهادة الثقافة التى توازى الثانوية العامة في مصر حاليا.

## مسيرته
- تميز بأسلوبه السهل والجميل، وكتب العديد من الأغنيات والصور الغنائية.[4]
- ساهم زين العابدين في الارتقاء بالأغنية الشعبية المصرية خلال العصر الذهبى كما كتب العديد من الأغنيات للإذاعة المصرية غنها برلنتي وروحية عبد الخالق وروحية يونس وسلوى فهمي وسعاد مكاوي وشريفة فاضل وشافية أحمد.

## أعماله[5]

### برامج غنائية وإذاعية
- كتب مجموعة من المونولوجات البرنامج الغنائى رضوان لسيد الملاح وشارك الغناء إبراهيم حمودة وأبو الحسن عبد الغفار وإسماعيل شبانة وبديعة صادق والحأن عبد العزيز محمد وإخراج أحمد كامل مرسى.
- البرنامج الغنائى خان الخليلى وشارك الغناء أحمد سامى وأميرة سالم وأحمد إبراهيم ومحمود سعد والحأن محمد قاسم وإخراج عبده دياب .
- البرنامج الغنائى تفاريح رمضان وشارك الغناء شفيق جلال ولبيب أحمد وشكوكو الصغير ومحمد قنديل والسيد فرج السيد ومن الحأن عزت الجاهلي وسيد مصطفى ومن إخراج السيد بدير.
- البرنامج الغنائى تروق وتحلا وغناء هند علام والحان فؤاد حلمي .
- البرنامج الغنائى إجازة سعيدة وشارك الغناء عبد اللطيف التلباني وفاتن فريد وصفاء لطفي ومن الحأن شوقي إسماعيل وإخراج أحمد أبو زيد .
- البرنامج الغنائى العقدة اتحلت وشارك الغناء كارم محمود وعصمت عبد العليم ومن الحأن سيد إسماعيل.
- البرنامج الغنائى القسمة كدة وشارك الغناء حورية حسن وعباس البليدي وأبو الحسن عبد الغفار ومن الحأن عبد الرؤوف عيسي وإخراج علي محمود وساعد في الإخراج هنادي محمود وكمال أبو زيد .
- البرنامج الغنائى المسامح كريم وشارك الغناء محمد قنديل وشفيق جلال وفايزة أحمد ومن الحأن عبد العظيم عبد الحق وإخراج محمود السباع.
- البرنامج الغنائى الصابرين على خير وشارك الغناء مديحة عبد الحليم وسعاد مكاوي وإبراهيم حمودة وحورية حسن والحأن فؤاد حلمي وإخراج صلاح بيومي.

### أغاني
- من أهم الأغنيات التي نظمها:
- ساكن في حي السيدة [6]
- يا اخواتي ع الذوق
- لو غبت عني ولو شوية
- يا مولعين شمع الهنا
- انا وانت سوا يا اسمر
- فلاحة بلدنا
- تلات كلمات
- وصيتك ع المحبة
- عاجبني حبتين
- عرف الشوق يوصلي
- سبع ليالي
- يا مفارقين حينا
- قولوا لأبوها
- ريف بلدنا
- المعجباني
- يا اهل المحبة
- من أغاني الدويتو التي نظمها :
- نهر النيل
- الفرحة تمت علينا
- زفوا عروسة النيل
- عارفينك
- البلبل والزهرة
- الأغاني الوطنية
- أنا عربي
- يا نيل بلادنا
- أنا ابن مصر
- الأرض لابد ح ترجع
- سطر يا تاريخ
- فتحنا القنال
- لحن الحرية
- الأغاني الدينية
- "إله الكون
- القلوب المؤمنة
- نور الحق
- طريق النور
- أذّن يا بلال
- يا علام الغيوب
- يا رايحين لرسول الله
- عودة الحجاج ، تسابيح
- جمال رمضان
- ربك كريم.

## وفاته
كان يعانى منذ صغره من القصور الكلوي، وقام الأطباء باستئصال كلية من الكليتين لدية، وكان في حالة نزيف مستمر عندما أشتد المرض عليه، نقل لمستشفى القصر العينى الفرنساوى، حتي توفي في الخامس من شهر يونيو سنة 1988.

## وصلات خارجية
- زين العابدين عبد الله على موقع قاعدة بيانات الأفلام العربية
- زين العابدين عبد الله على موقع ديسكوغز (الإنجليزية)